# Stegerkamp
Stegerkamp ist ein ehemaliger Wohnplatz und Hofschaft auf dem Gebiet des heutigen Stadtteils Stadtmitte der Stadt Bergisch Gladbach  im Rheinisch-Bergischen Kreis.

## Lage und Beschreibung
Der Stegerkamp (ma. om Steierkaamp) befand sich südlich des Gasthaus Paas auf der Anhöhe bei der Schnabelsmühle. Es wurde 1449 erstmalig erwähnt.

## Geschichte
Aus Carl Friedrich von Wiebekings Charte des Herzogthums Berg 1789 geht hervor, dass Stegerkamp zu dieser Zeit Teil der Honschaft Gladbach im gleichnamigen Kirchspiel war.
Unter der französischen Verwaltung zwischen 1806 und 1813 wurde das Amt Porz aufgelöst und Stegerkamp wurde politisch der Mairie Gladbach im Kanton Bensberg zugeordnet. 1816 wandelten die Preußen die Mairie zur Bürgermeisterei Gladbach im Kreis Mülheim am Rhein. Mit der Rheinischen Städteordnung wurde Gladbach 1856 Stadt, die dann 1863 den Zusatz Bergisch bekam.
Der Ort ist auf der Topographischen Aufnahme der Rheinlande von 1824 und auf der Preußischen Uraufnahme von 1840 ohne Namen verzeichnet. 
| Jahr | Einwohner | Wohn- gebäude | Kategorie |
| ---- | --------- | ------------- | --------- |
| 1830 | 59        |               | Hofstelle |
| 1845 | 33        | 4             | Hofstelle |
| 1871 | 18        | 3             | Hofstelle |
| 1885 | 26        | 4             | Wohnplatz |

In späteren Gemeindelexika ist Stegerkamp nicht mehr verzeichnet.